# MG 15

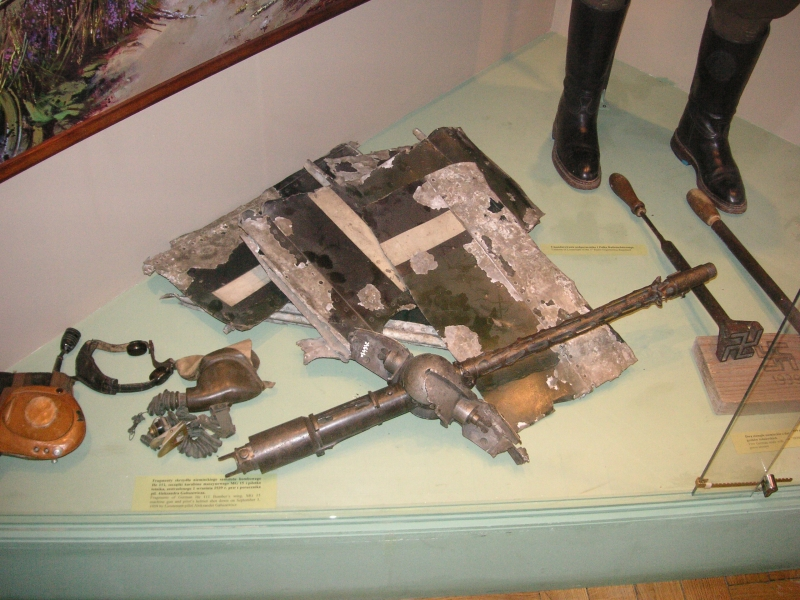
Destroços de um Heinkel He 111 abatido com o cano de uma MG 15. Museu do Exército Polonês, Varsóvia (2006)

A MG 15 foi uma metralhadora alemã de 7,92 mm, projetada especificamente como uma arma defensiva e manipulada a mão para aeronaves de combate durante o início da década de 1930. Em 1941 foi substituída por outros modelos e começou a ser usada por tropas terrestres.

## História
A MG 15 foi desenvolvida a partir da MG 30 que havia sido projetada pela Rheinmetall utilizando o sistema de travamento inventado por Louis Stange no final da década de 1920. Apesar de compartilhar a designação MG 15 com a anterior arma construída por Bergmann, a Bergmann MG15 nA (de neuer Art, significando que um novo modelo foi modificado a partir de um projeto anterior) não tinha nada em comum com a arma da Segunda Guerra Mundial com exceção de sua designação. A arma da Primeira Guerra Mundial usava um sistema de travamento basculante, enquanto a mais recente utilizava um pino rotativo. A MG 15 da Segunda Guerra foi utilizada em quase todas as aeronaves da Luftwaffe com uma posição defensiva de montagem flexível.
Possuía um projeto modular, com vários acessórios que podiam ser rapidamente colocados ou removidos. A operação era fácil e o ferrolho permanecia na posição engatilhado após finalizar seu carregador com 75 tiros, sem a necessidade de engatilhar novamente uma vez que outro carregador fosse instalado.
A MG 15 dispara por um ferrolho aberto, significando que o ferrolho permanece para trás quando a arma está pronta para atirar, fazendo também com que fosse praticamente impossível utilizá-la em conjunto com um mecanismo sincronizador. Ao puxar o gatilho o ferrolho é solto e liberado para ir para frente, disparando um projétil do carregador. O ferrolho continua a empurrar o projétil na câmara e trava quando o pino roda, travando tanto o ferrolho como a extensão do cano, em conjunto. Neste ponto, a arma dispara. O recuo então empurra o cano, trava e ferrolho para trás até que o pino atinge um ressalto que o gira, destravando o ferrolho e o cano. A inércia leva o ferrolho para trás até a base do casco do projétil disparado, ejetando-o para fora. Se o gatilho for mantido pressionado, o ciclo irá se repetir. Se o gatilho for solto, o ferrolho irá permanecer na posição mais traseira.

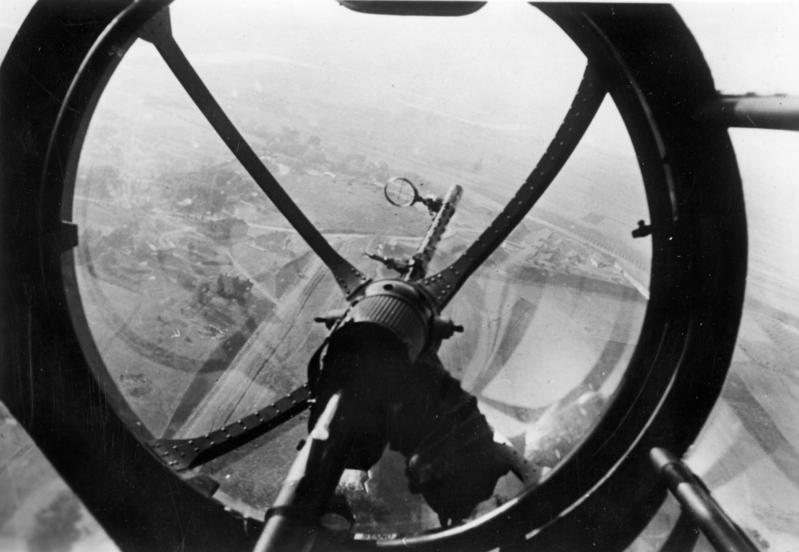
MG 15 em um Heinkel He 111, Polônia, Setembro de 1939

Os 75 tiros de munição eram distribuídas igualmente em cada lado do carregador com uma "torre" de alimentação central, onde ela é alimentada para o ferrolho. Vários métodos foram utilizados para armazenar os carregadores nas aeronaves, enquanto um estojo com três carregadores era usado no solo. A munição era alimentada por uma mola espiral. Isto, combinado com uma cadência de mais de 1.000 tiros por minuto, significava esvaziar o carregador em 4,5 segundos ou menos. Os exercícios práticos normalmente eram feitos com no mínimo 10 recarregamentos para cada arma da aeronave, não incluindo a que já estava na arma.
Iniciando no final da década de 1940, a MG 15 foi substituída pela MG 81, MG 81Z (MG 81 dupla), MG 131 (de 13 mm), ou pelo canhão MG 151/20 (de 20 mm). Muitas MG 15 foram modificadas para uso pela infantaria ao serem substituídas por armas maiores nas aeronaves. Existem várias fotos demonstrando estas armas, tanto nas versões de aeronaves como de terra, com carregadores de 25 tiros da MG 13, apesar dos carregadores não serem compatíveis com a MG 15. Os números oficiais contam a conversão de cerca de 17.648 unidades em 1 de janeiro de 1944, apesar deste número poder ser ainda maior.
A MG 15 produzida sob licença foi usada em aeronaves japonesas e ficou designada Type 98 e como Type na Marinha Imperial Japonesa. As metralhadoras Type 98 também foram usadas por forças comunistas durante a Guerra da Coreia.